# آرثر نيكسون
آرثر نيكسون (بالإنجليزية: Arthur Nickson)‏ (4 فبراير 1902، ليفربول في المملكة المتحدة - 5 يناير 1974)؛ روائي بريطاني.